# Percival Joseph Fernandez
Percival Joseph Fernandez (* 20. Dezember 1935 in Mangalore) ist emeritierter Weihbischof in Bombay.

## Leben
Percival Joseph Fernandez empfing am 21. Dezember 1960 die Priesterweihe. Papst Johannes Paul II. ernannte ihn am 13. März 2001 zum Weihbischof in Bombay und Titularbischof von Bulla.
Der Erzbischof von Bombay Ivan Kardinal Dias weihte ihn am 21. April desselben Jahres zum Bischof; Mitkonsekratoren waren Simon Ignatius Kardinal Pimenta, Alterzbischof von Bombay, und Lorenzo Baldisseri, Apostolischer Nuntius in Indien und Nepal.
Am 4. Januar 2011 nahm Papst Benedikt XVI. seinen altersbedingten Rücktritt an.